# Divorziamo!
Divorziamo! (Divorçons) è una commedia in tre atti del 1880 scritta da Victorien Sardou in collaborazione con Émile de Najac. La storia narra di una giovane moglie sciocca e sventata che preferisce al marito, innamorato ma preso dai suoi affari, l'amore romantico per un buono a nulla. Il marito la asseconda, lasciandola libera finché lei non si accorge della nullità del suo spasimante e ritorna a casa.
Nel ruolo di Cyprienne, la protagonista (nome che, all'estero, fu usato anche come titolo della commedia), si cimentarono molte grandi attrici, prime fra tutte, in Francia Réjane e in Italia, Eleonora Duse.

## Divorziamo!in Italia e all'estero
In Italia, il titolo fu tradotto letteralmente in Divorziamo e Sardou diventò di volta in volta "Vittoriano Sardou" o "Vittorio Sardou".
L'11 febbraio 1881 la commedia venne messa in scena dalla Drammatica Compagnia della Città di Torino, nella versione italiana di Tommaso Assennato. Flavio Andò interpretò il ruolo de Prunelles mentre Cipriana de Prunelle venne interpretata da Eleonora Duse. La grande attrice, negli anni seguenti, continuò a rivestire i panni di "Cipriana de Prunelles", recitando non solo in Italia, ma anche all'estero, in tournée che la videro ricoprire quel ruolo a Montevideo, Buenos Aires, Rio de Janeiro, New York, Vienna e Londra. 

Nel 1913, la commedia venne ripresa dalla Compagnia Drammatica Italiana di Marco Praga; nel 1947, dalla Compagnia di prosa Ruggeri Adani con Laura Adani che poi sarebbe apparsa, all'inizio degli anni ottanta, anche in una versione per la televisione diretta da Lorenzo Salveti; nel 1984, da Alberto Lionello affiancato da Erika Blanc.

## Adattamenti
Dal soggetto della commedia sono stati tratti diversi film:
- Divorcons (1912)
- Divorcons (1915)
- Let's Get a Divorce, regia di Charles Giblyn (1918)
- Baciami ancora (Kiss Me Again), regia di Ernst Lubitsch (1925)
- Don't Tell the Wife, regia di Paul L. Stein (1927)
- Quell'incerto sentimento (That Uncertain Feeling), regia di Ernst Lubitsch (1941)